# Pauli Nevala
Pauli Lauri Nevala (* 30. November 1940 in Pohja; † 20. Juni 2025) war ein finnischer Speerwerfer und Olympiasieger.

## Leben
Pauli Nevala erlitt 1964 bei einem schweren Autounfall in Pori, Finnland einen Augenschaden, so dass er bis August nicht trainieren konnte. Trotz seiner Verletzungen konnte er bei den Olympischen Spielen in Tokio mit einer Weite von 82,66 Metern die Goldmedaille im Speerwurfwettkampf gewinnen. Bei den Olympischen Spielen 1968 in Mexiko-Stadt schied er im Speerwurfwettkampf in der Qualifikation aus. Ein Jahr später konnte er jedoch wieder weltweite Bestleistungen zeigen. In 48 Wettkämpfen warf er 41 Mal weiter als 80 Meter, 20 Würfe lagen sogar jenseits der 85 Meter. Zudem gewann er bei den Europameisterschaften 1969 die Silbermedaille. 1970 kam er 82 Mal über 80 Meter, 30 Mal über 85 Meter und sogar fünf Mal über 90 Meter. Seine Bestleistung lag bei 92,64 Metern.
Nachdem er 1970 in der schwedischen Zeitung Aftonbladet erklärt hatte, dass er für jeden seiner Starts mindestens 800 schwedische Kronen erhielt, leitete IOC-Präsident Avery Brundage ein Verfahren wegen Verletzung der damals geltenden Amateurregeln gegen ihn ein. Nach einer Schulterverletzung bei einem Wettkampf in Abidjan 1971 musste er seine sportliche Laufbahn beenden, und auch das Verfahren gegen ihn wurde eingestellt.
Nevala war Autodidakt, trainierte nach seinem Karriereende aber den Sprinter Antti Rajamäki. Später war er als Bezirkssportbeamter für die Jugend von Teuva zuständig.